# Alternaria molesta
Alternaria molesta är en svampart som beskrevs av E.G. Simmons 1981. Alternaria molesta ingår i släktet Alternaria och familjen Pleosporaceae.   Inga underarter finns listade i Catalogue of Life.